# Elkalyce antealcetas
Elkalyce antealcetas är en fjärilsart som beskrevs av Ruggero Verity 1934. Elkalyce antealcetas ingår i släktet Elkalyce och familjen juvelvingar. Inga underarter finns listade i Catalogue of Life.